# 刨花润楠
刨花润楠（学名：Machilus pauhoi）为樟科润楠属下的一个种。

## 扩展阅读
- 維基物種上的相關：刨花润楠